# Parc national Lagunas de Zempoala
Le parc national Lagunas de Zempoala (espagnol : Parque nacional Lagunas de Zempoala) est un parc national du Mexique situé dans les États de Mexico et de Morelos. Cette aire protégée de 47,9 km2 a été créée en 1936.